# Teplice v Čechách (nádraží)
Teplice v Čechách jsou hlavní železniční stanice v okresním městě Teplice na adrese Nádražní náměstí 599/53. Ulice před nádražím je významným uzlem městské hromadné dopravy (stanice Hlavní nádraží); v blízkosti se nachází i autobusové nádraží. Nádražní budovy jsou chráněny jako kulturní památka. V září 2022 byla zahájena první fází rekonstrukce nádražní budovy, která zahrnovala zejména obnovu exteriérů.

## Historie
Společnost na výstavbu nové železniční tratě byla založena v Teplicích v roce 1856, železniční spojení mezi Teplicemi a Ústím nad Labem bylo uvedeno do provozu roku 1858. Původní menší nádražní budova byla v roce 1871 přestavěna na mnohem větší budovu v novorománském slohu. V rozsáhlé stavbě sídlilo ředitelství
Ústecko-teplické dráhy.
V roce 1964 bylo ve stanici instalováno reléové zabezpečovací zařízení typu SSSR. To bylo nahrazeno elektronickým stavědlem typu ESA 11, které bylo aktivováno 28. listopadu 2006.

## Nádražní budova

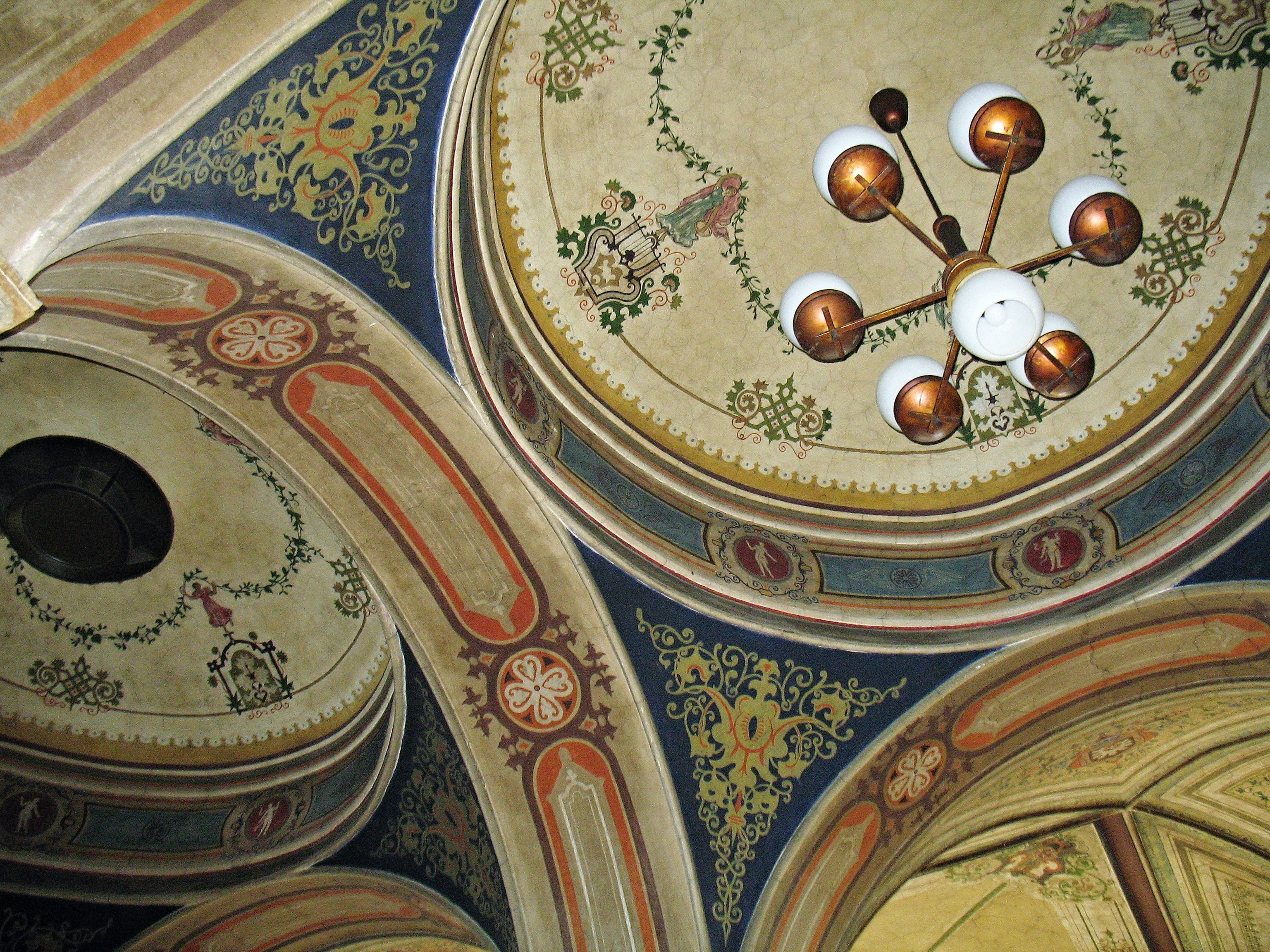
Detail stropu ve vstupní hale

Přestavba nádražní budovy Ústecko-teplické dráhy (ATE), která byla vybudována podle návrhu Josefa Turby, proběhla v letech 1876–1878. Střední dvoupatrová budova byla upravena do současné podoby v letech 1900 až 1908 podle plánů Hermanna Rudolpha z Teplic. Patrová nádražní budova byla provedena v novorománském obloučkovém stylu (německy Rundbogenstil), vstupní hala byla zaklenuta na čtyřech sloupech.
Strop vstupního vestibulu je tvořen kopulovitými a zrcadlovými klenbami, které jsou ozdobeny dekorativní malbou. V hale a vstupním portiku jsou dekorativní okenní výplně, ozdobené motivy z dějin místního průmyslu a lázeňství. Před hlavním vstupem do budovy jsou impozantní sochy dělníků, vytvořené podle návrhu Fr. Rabela.
Na přelomu 19. a 20. století bylo nádraží často označováno jako architektonický skvost Rakousko-Uherska. Od roku 1895 se k železniční stanici mohli Tepličané dostat i elektrickou tramvají. Díky vhodné poloze a významu lázeňského města bylo přes hlavní železniční uzel města zavedeno mnoho mezinárodních spojů; Teplice se tak dopravně napojily na světová velkoměsta.
Od této doby nedošlo k žádným revolučním změnám; až na začátku 21. století proběhla větší rekonstrukce. Zřízena byla například ostrovní nástupiště a zrekonstruována odbavovací hala nádraží.

### Rekonstrukce 2022

##### První fáze
13. září 2022 začala první fáze kompletní plánované rekonstrukce nádraží. Rekonstrukci realizuje firma Chládek & Tintěra za celkovou částku 231,1 mil. korun. Cílem rekonstrukce je obnovit původní vzhled a zachování historické hodnoty. 
V první etapě dojde k obnově střech včetně krovů a celé fasády. Budou vyměněna také všechna okna a dveře. Součástí prací bude i rekonstrukce 1. nástupiště, které bude řešeno bezbariérově se zvednutím nástupní hrany. Renovací projde také historické zastřešení nástupiště a přilehlá kolej. Nový vzhled budovy byl navržen po důkladném restaurátorském průzkumu a zohledňuje její památkovou ochranu. 
Objekt se očistí od nekvalitních dobových úprav a budou mu vráceny původní historické prvky. Navrženo je také obnovení historické barevnosti fasády kombinované s detaily v cihlové barvě, oplechování a kovové prvky budou tmavě šedé. Umělý šindel a plech na střeše nahradí šablony imitující dřívější břidlicovou krytinu.

##### Druhá fáze
V průběhu realizace první fáze probíhají projektové práce na druhé etapě. Kromě kompletní rekonstrukce interiéru budovy bude zahrnovat například i vybudování nových parkovacích ploch nebo úprava trafostanice s instalací fotovoltaické elektrárny na její střeše.

## Železniční doprava v Teplicích

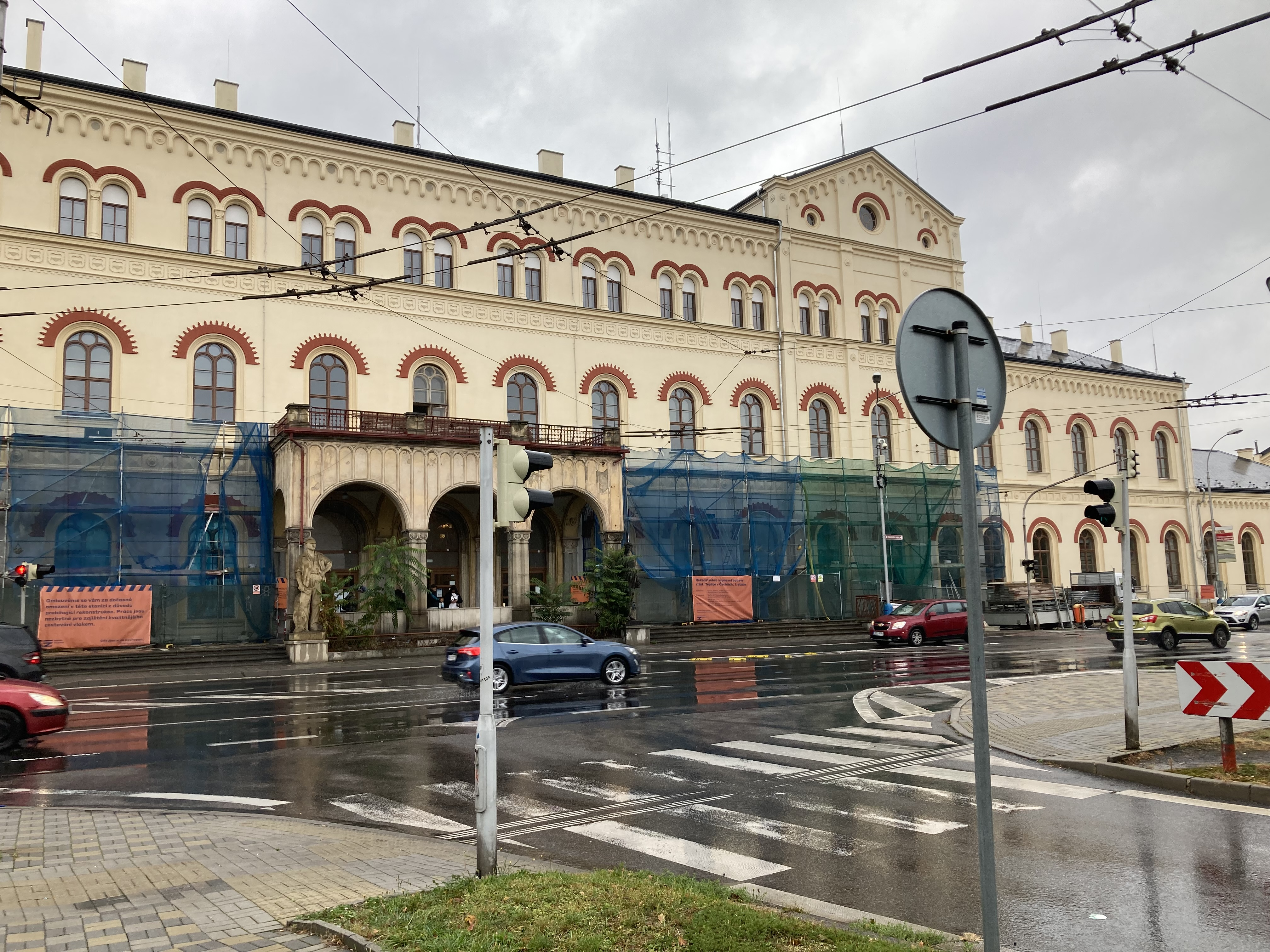
Téměř dokončená renovace fasády (fotografie z 9. října 2023)

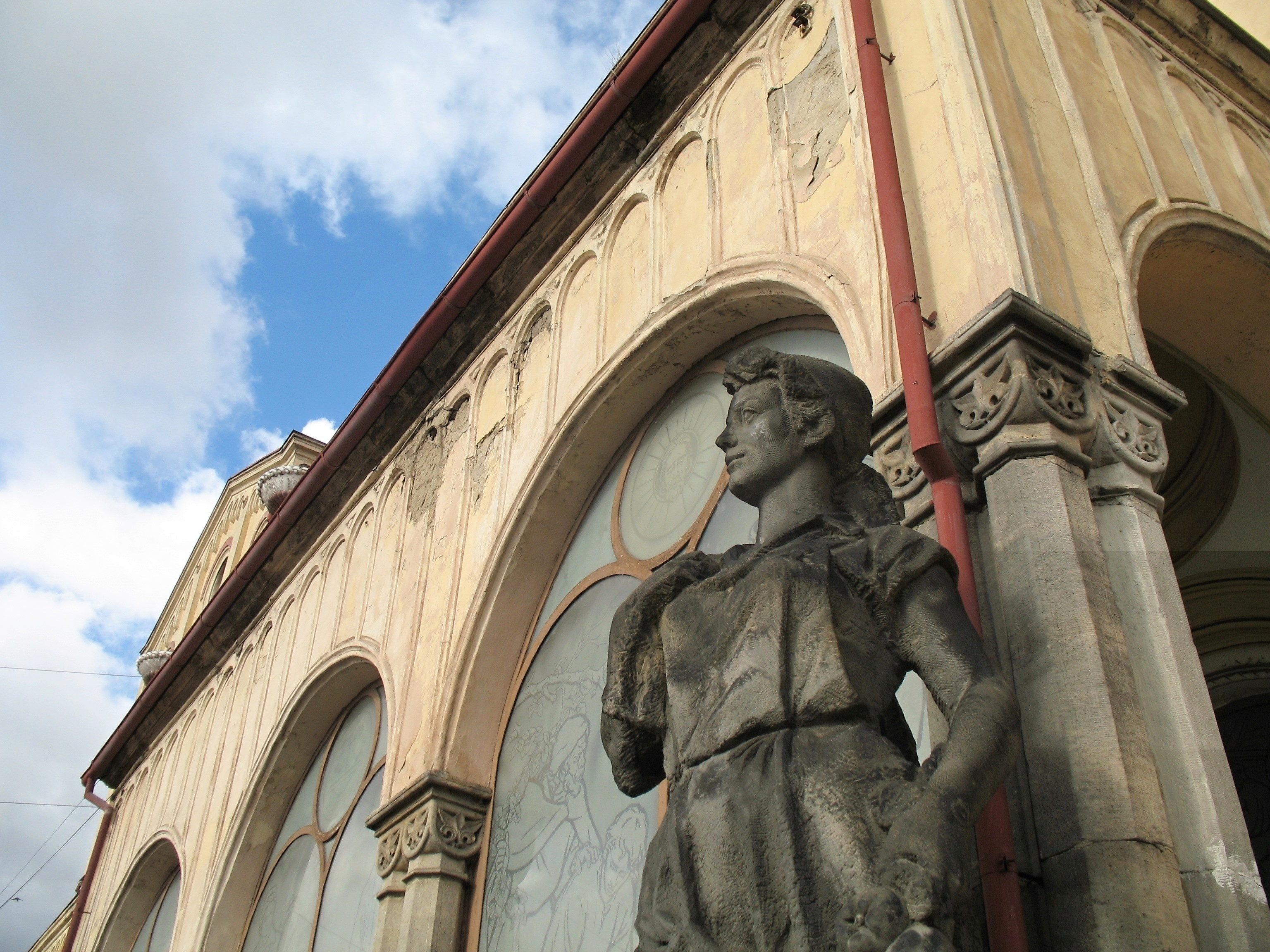
Socha u vstupu do budovy

Nádraží Teplice v Čechách leží na trati Ústí nad Labem – Chomutov. Odbočující tratě, obsluhované osobními vlaky z Teplic, se oddělují v jiných stanicích – v Řetenicích na západě Teplic (trať do Lovosic) a v nedalekém Oldřichově u Duchcova (trať do Litvínova). Katastrem města prochází i trať Děčín – Oldřichov u Duchcova, která prochází pouze severním okrajem města.
Na území Teplic se nachází více železničních stanic a zastávek, ne všechny však mají ve svém názvu jméno města:
- Proboštov: v katastrálním území Teplice-Trnovany, v těsném sousedství obce Proboštov, na trati Ústí nad Labem – Chomutov
- Řetenice: v katastrálním území Teplice-Řetenice, na trati Ústí nad Labem – Chomutov, fyzické odbočení trati Teplice v Čechách – Lovosice
- Teplice zámecká zahrada: v katastrálním území Teplice, na trati Teplice v Čechách – Lovosice
- Prosetice: v teplickém katastrálním území Prosetice, na trati Teplice v Čechách – Lovosice
- Teplice lesní brána: v katastrálním území Teplice, na trati Děčín – Oldřichov u Duchcova

V roce 1993 byly uváděny jako teplické čtyři nádraží – hlavní, Řetenice, Lesní brána a Zámecká zahrada. Přes hlavní nádraží projíždělo denně směrem na Most 18 osobních vlaků a 10 rychlíků, směrem na Ústí nad Labem 18 osobních a 12 rychlíkových vlaků. Mimo ně přes hlavní nádraží projíždělo velké množství nákladních vlaků s uhlím, 60 % všech nákladních vlaků v Československu.

## Provoz
Ve stanici začínají či jí procházejí linky ústeckého železničního systému RegioTakt:
- linka U1 Děčín – Ústí nad Labem – Teplice v Čechách – Most – Kadaň předměstí (interval 1 hodina)
- linka U3 Teplice v Čechách – Litvínov (interval 2 hodiny, ve špičkách pracovních dnů 1 hodina)
- linka U6 Teplice v Čechách – Úpořiny – Radějčín (interval 2 hodiny)
- linka U51 Ústí nad Labem – Teplice v Čechách – Most – Chomutov – Klášterec nad Ohří (posilové spoje ve špičkách)

V Teplicích zastavuje i jedna z linek dálkové železniční dopravy:
- linka R15 Praha – Ústí nad Labem – Teplice v Čechách – Most – Chomutov – Karlovy Vary – Cheb (interval 1 hodina)

## Služby ve stanici a okolí
- osobní (vnitrostátní i mezinárodní) pokladna
- úschovna zavazadel a kol
- čekárna
- WC
- prodejna pečiva
- stanice autobusů a trolejbusů MHD i linkových autobusů
- novinový stánek

## Galerie

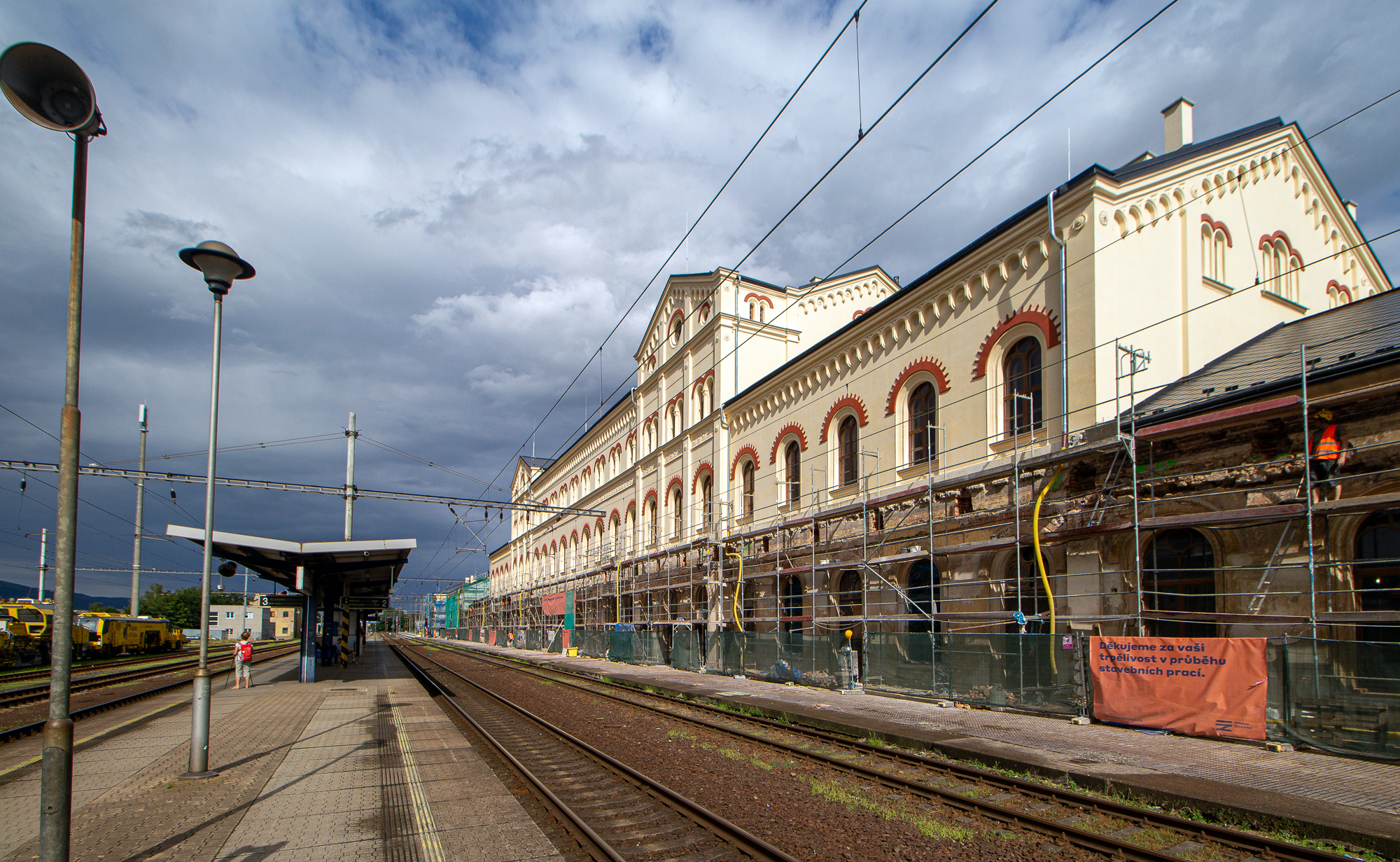
Nástupiště
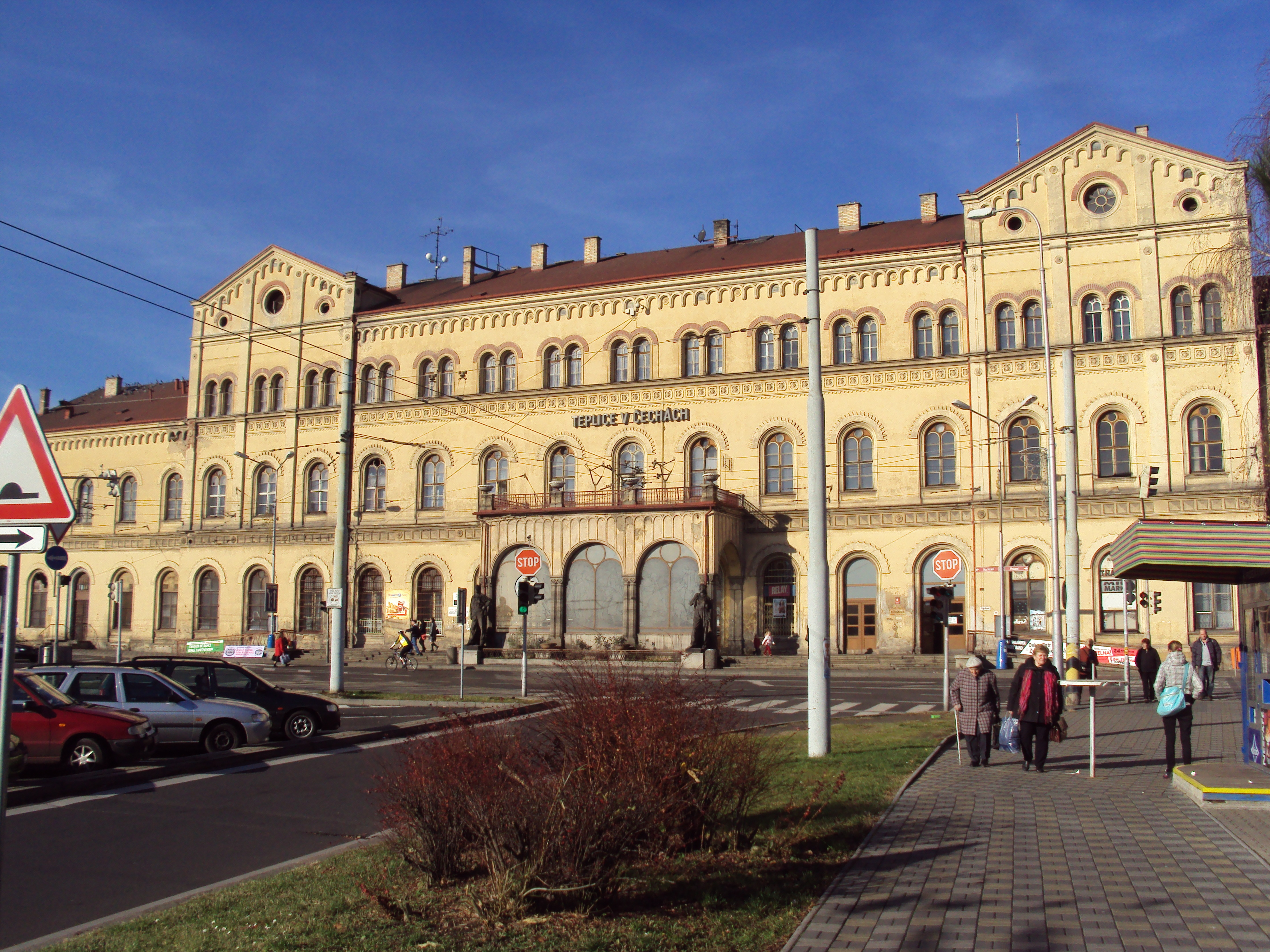
Staniční budova v současnosti
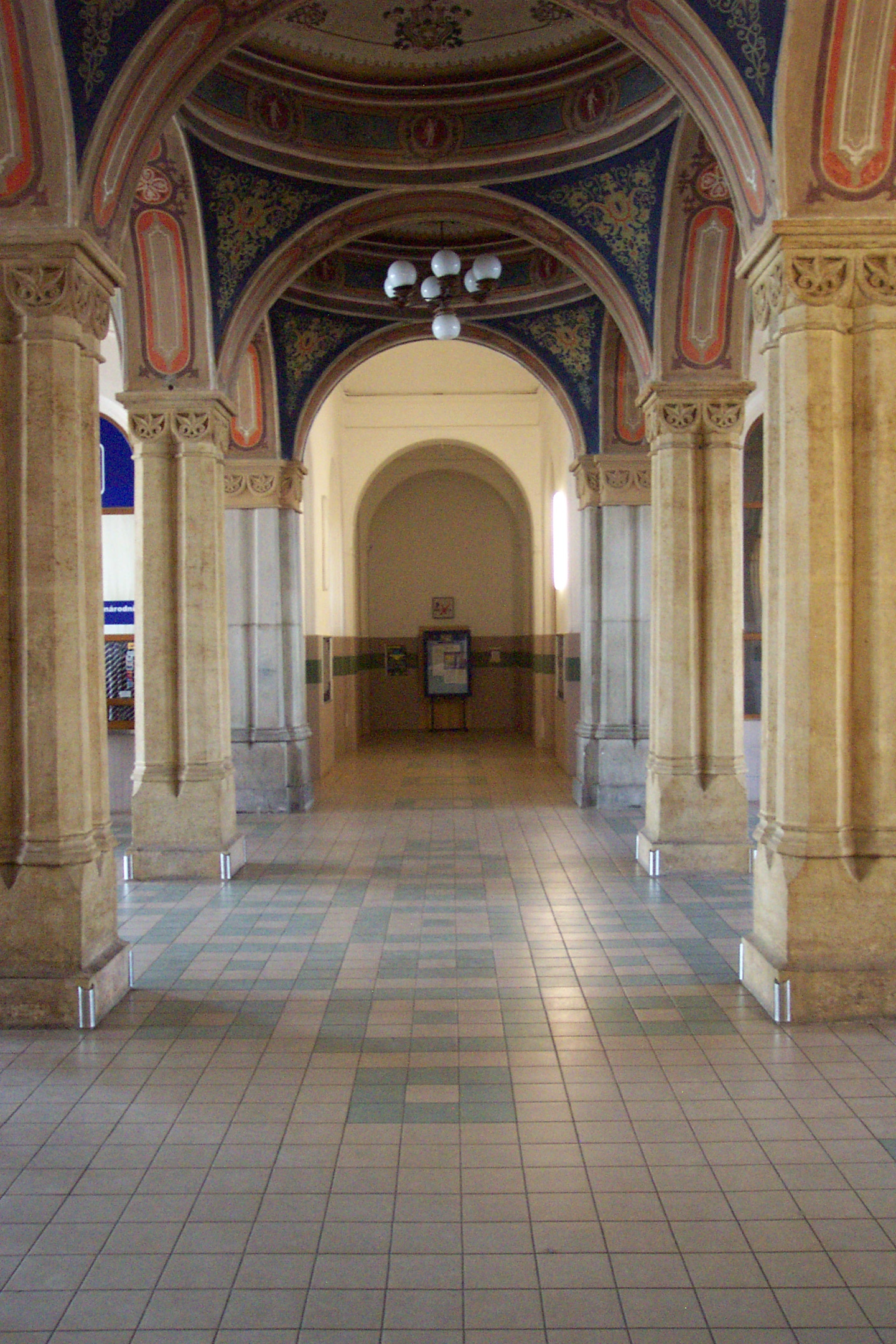
Nádražní hala
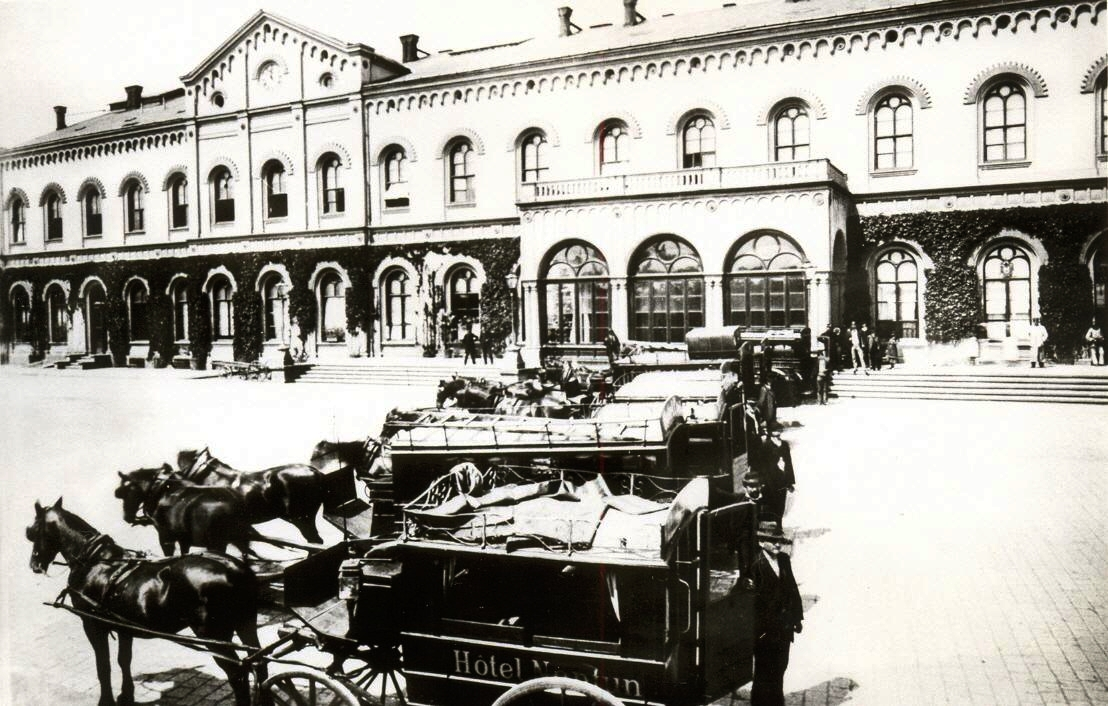
Staniční budova (konec 19. století před přístavbou třetího podlaží)
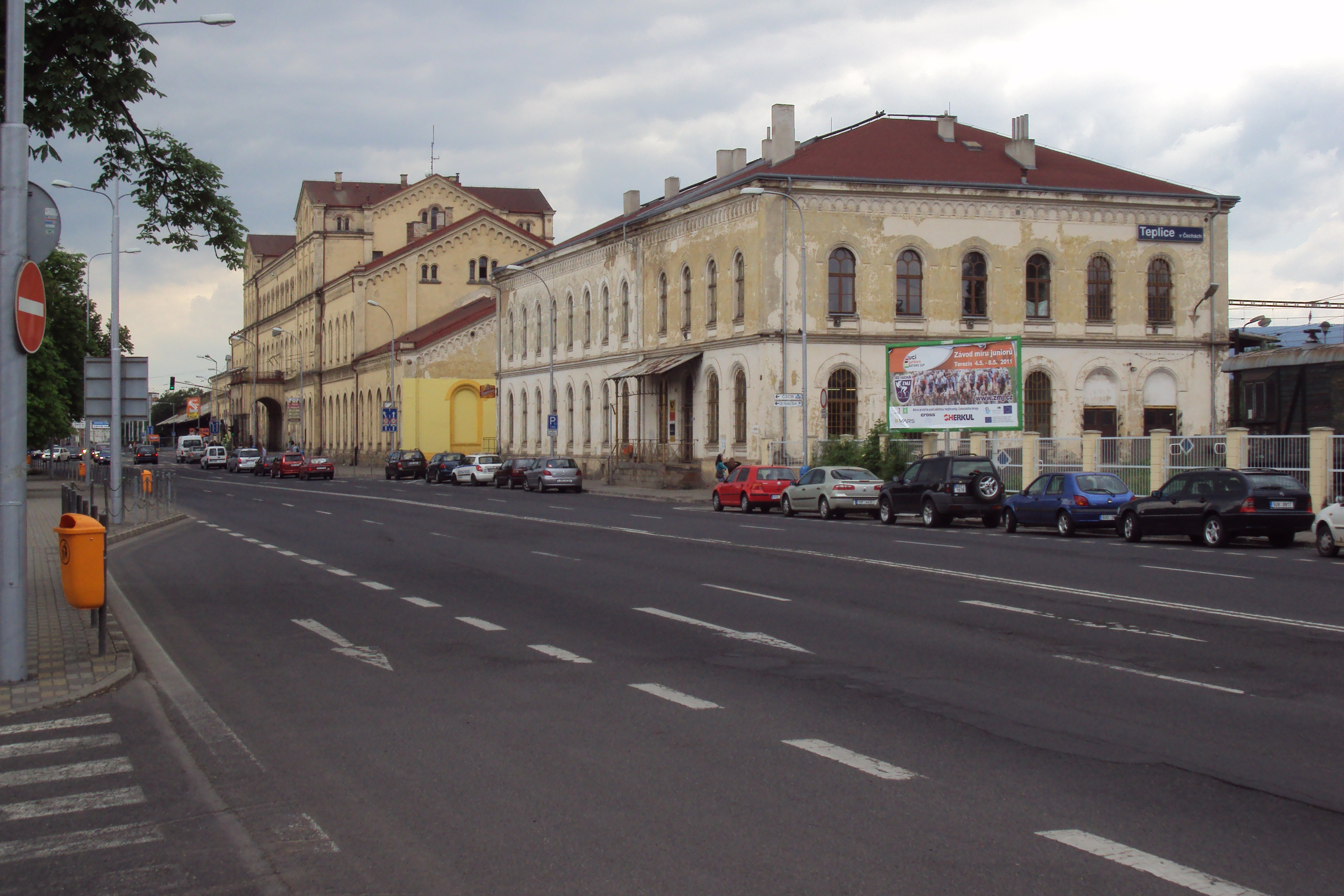
Staniční budova z Hrázní ulice